# Chañaral de las Ánimas
Chañaral de las Ánimas es un lugar histórico de Argentina, en la provincia de San Luis, con gran vegetación en donde se puede apreciar un chañaral (conjunto de árboles de chañar típicos de la región cuyana). Este sitio se encuentra en el camino que da ingreso al Dique Paso de Las Carretas. Este lugar toma su nombre porque fue donde el 19 de marzo de 1831 fue asesinado en los márgenes del río Quinto el Coronel Juan Pascual Pringles, quien fue alcanzado por un oficial federal que no lo reconoció y le intimó rendición. Pringles contestó que solo se rendiría ante Facundo Quiroga, por lo que el oficial le efectuó un tiro en el pecho al héroe máximo de San Luis.

## Clima
Las condiciones climáticas en el área son áridas. La temperatura media anual en la zona es de 19 °C. El mes más cálido es febrero, cuando la temperatura promedio es de 24 °C, y el más frío es junio, con 14 °C. La precipitación media anual es de 31 mililitros. El mes más lluvioso es noviembre, con un promedio de 10 ml de precipitación, y el más seco es junio, con 1 ml de precipitación.